# Warzymice Wąskotorowe
Warzymice Wąskotorowe – zlikwidowana 24 kwietnia 1945 roku wąskotorowa stacja kolejowa w Warzymicach na linii kolejowej Casekow Ldb. – Pomorzany Wąskotorowe, w powiecie polickim, w województwie zachodniopomorskim, w Polsce.